# Morillon
Morillon, é uma comuna francesa do departamento da Alta Saboia, na região de Auvérnia-Ródano-Alpes.
Situada a 700 m de altitude é uma pequena aldeia de montanha com não mais de 557 habitantes ao ano, número que se multiplica durante o período dos desportos de inverno.

## Desporto
Morillon é uma das estações que fazem parte do domínio de esqui do Grand Massif composto pelas estâncias de Flaine, Les Carroz d'Arâches, Morillon, Samoëns e Sixt-Fer-à-Cheval.